# Tigro e Winny-Puh a tu per tu
Tigro e Winny-Puh a tu per tu (Winnie the Pooh and Tigger Too) è un film del 1974 diretto da John Lounsbery. È un cortometraggio d'animazione (ma con introduzione e conclusione in live action) prodotto dalla Walt Disney Productions, il terzo del franchise su Winnie the Pooh dopo Winny-Puh l'orsetto goloso e Troppo vento per Winny-Puh. Questo corto ha per protagonista Tigro ed è basato sul quarto e sul settimo capitolo del romanzo di A. A. Milne La strada di Puh. A differenza dei due corti precedenti, Tigro e Winny-Puh a tu per tu non presenta alcuna canzone originale, e non vi appaiono i personaggi di Uffa, Ih-Oh e De Castor (i primi due si vedono solo nell'introduzione). Il corto fu distribuito negli Stati Uniti dalla Buena Vista Distribution il 20 dicembre 1974, abbinato al film L'isola sul tetto del mondo, e nel 1977 fu montato insieme ai precedenti per realizzare il Classico Disney Le avventure di Winnie the Pooh. Tigro e Winny-Puh a tu per tu fu candidato per l'Oscar al miglior cortometraggio d'animazione ai Premi Oscar 1975, perdendolo a favore di Closed Mondays, mentre la versione registrata su LP vinse il Grammy Award alla migliore registrazione per bambini ai Grammy Awards 1975.

## Trama
Stanco che Tigro salti sempre addosso a tutti, in particolare a lui mentre coltiva il suo orto, Tappo organizza una riunione con Winnie the Pooh e Pimpi in cui decide di portare Tigro ad esplorare le zone meno conosciute del Bosco dei Cento Acri e abbandonarlo lì per una notte, in modo da fargli prendere un grosso spavento e togliergli così la voglia di saltare. Il piano funziona, ma i tre si perdono a loro volta tentando di tornare a casa. A un certo punto Tappo decide di cercare lui la strada, si allontana da solo e sparisce nella nebbia. Pooh e Pimpi lo aspettano a lungo ma invano, finché Pooh si rende conto di poter trovare una via d'uscita seguendo il "richiamo" dei vasi di miele che ha a casa, che gli fanno brontolare la pancia. Una volta usciti dalla nebbia, Pooh e Pimpi si imbattono in Tigro che, saputo che Tappo è ancora all'interno, corre a cercarlo. Tappo si è intanto perso in una parte buia, umida e nebbiosa della foresta, dove è terrorizzato da vari versi e rumori prodotti dagli animali, finché non viene buttato a terra da Tigro. Tappo è sorpreso di vedere l'amico, al che Tigro gli dice che "i Tigri non si perdono mai" e conduce a casa l'amareggiato coniglio.
Alla prima nevicata, Ro va a giocare con Tigro. Vedendo Tappo che pattina sul ghiaccio, Tigro cerca di mostrare a Ro come pattinano i Tigri, dandosi grandi arie. Il tigrotto si rende conto di non saperlo fare, non prima però di aver travolto Tappo e averlo fatto schiantare contro la sua casa. Più tardi, Tigro salta fin sulla cima di un albero altissimo con Ro attaccato alla coda. Paradossalmente, però, ha troppa paura per osare scendere. Pooh e Pimpi, seguendo le impronte degli amici, arrivano sul posto e vista la situazione chiedono aiuto a Christopher Robin, Tappo e Kanga. La banda utilizza la giacca di Christopher come una rete per far atterrare Tigro e Ro. Questi riesce ad arrivare a terra sano e salvo, mentre Tigro è ancora troppo spaventato per muoversi. Dopo essere arrivato a promettere che non avrebbe mai più saltato se venisse liberato da quella situazione, il narratore inclina il libro finché Tigro non finisce a terra. Tigro ha subito voglia di saltare dalla felicità, ma Tappo gli ricorda la promessa fatta. Tigro si allontana tristissimo, rendendo a sua volta tristi tutti i suoi amici, finché anche Tappo ammette di preferire il Tigro saltellante. Il tigrotto, felice, gli insegna a saltare rendendolo partecipe della sensazione che ne deriva. I sette amici si mettono quindi a saltellare tutti insieme mentre Tigro canta la sua canzone.

## Distribuzione

### Data di uscita
Le date di uscita internazionali sono state:
- 20 dicembre 1974 negli Stati Uniti
- 22 dicembre nel Regno Unito
- 25 dicembre in Brasile (Ursinho Puff e o Tigre Saltador)
- 4 luglio 1975 in Irlanda
- 16 dicembre 1977 in Finlandia (Nalle Puh ja Tiikeri kans!)
- 29 marzo 1978 in Francia (Winnie l'ourson et le tigre fou)

### Edizione italiana
L'edizione italiana del film, distribuita direttamente in VHS nel marzo 1986, è a cura della Royfilm. Il doppiaggio fu eseguito dalla C.V.D.; l'unico doppiatore dei corti precedenti a tornare nel proprio ruolo fu Oreste Lionello, mentre per le canzoni fu riutilizzato l'audio di Troppo vento per Winny-Puh.

### Edizioni home video
La VHS uscita nel 1986 fu l'unica edizione home video italiana del cortometraggio. Sulla copertina il titolo era indicato come Winny Puh a tu per tu, benché il film all'interno presentasse il titolo corretto. Nella VHS erano inclusi anche i cortometraggi Pluto e l'arrosto, Operazione miele, Pluto e l'armadillo, Topolino cacciatore (1937), Topolino giardiniere, Lo scoiattolo volante e Paperino pittore. In America del Nord invece uscì in VHS autonomamente il 28 dicembre 1990 nella collana Walt Disney Mini Classics e successivamente nella collana Storybook Classics.

## Altri media
Il cortometraggio fu adattato in una storia a fumetti scritta da Frank Reilly e disegnata da Mike Arens, pubblicata in nove tavole domenicali tra il 5 ottobre e il 30 novembre 1975.